# Gadji Celi
 (avril 2025).
La mise en forme du texte ne suit pas les recommandations de Wikipédia : il faut le « wikifier ».
Les points d'amélioration suivants sont les cas les plus fréquents. Le détail des points à revoir est peut-être précisé sur la page de discussion.
- Les titres sont pré-formatés par le logiciel. Ils ne sont ni en capitales, ni en gras.
- Le texte ne doit pas être écrit en capitales (les noms de famille non plus), ni en gras, ni en italique, ni en « petit »…
- Le gras n'est utilisé que pour surligner le titre de l'article dans l'introduction, une seule fois.
- L'italique est rarement utilisé : mots en langue étrangère, titres d'œuvres, noms de bateaux, etc.
- Les citations ne sont pas en italique mais en corps de texte normal. Elles sont entourées par des guillemets français : « et ».
- Les listes à puces sont à éviter, des paragraphes rédigés étant largement préférés. Les tableaux sont à réserver à la présentation de données structurées (résultats, etc.).
- Les appels de note de bas de page (petits chiffres en exposant, introduits par l'outil «  Source ») sont à placer entre la fin de phrase et le point final[comme ça].
- Les liens internes (vers d'autres articles de Wikipédia) sont à choisir avec parcimonie. Créez des liens vers des articles approfondissant le sujet. Les termes génériques sans rapport avec le sujet sont à éviter, ainsi que les répétitions de liens vers un même terme.
- Les liens externes sont à placer uniquement dans une section « Liens externes », à la fin de l'article. Ces liens sont à choisir avec parcimonie suivant les règles définies. Si un lien sert de source à l'article, son insertion dans le texte est à faire par les notes de bas de page.
- La présentation des références doit suivre les conventions bibliographiques. Il est recommandé d'utiliser les modèles {{Ouvrage}}, {{Chapitre}}, {{Article}}, {{Lien web}} et/ou {{Bibliographie}}. Le mode d'édition visuel peut mettre en forme automatiquement les références.
- Insérer une infobox (cadre d'informations à droite) n'est pas obligatoire pour parachever la mise en page.

Pour une aide détaillée, merci de consulter Aide:Wikification.
Si vous pensez que ces points ont été résolus, vous pouvez retirer ce bandeau et améliorer la mise en forme d'un autre article.
Pour les articles homonymes, voir Celi (homonymie).
Gadji Celi est un artiste chanteur et ancien footballeur ivoirien né le 1er mai 1961. Il fut capitaine de l'équipe de Côte d'Ivoire, qui remporta le premier sacre des éléphants en coupe d'Afrique des nations de football en 1992, au Sénégal. 
Dans sa carrière d'artiste, il fut résident du conseil d'administration du Bureau ivoirien du droit d'auteur (BURIDA) et premier président de l'union Nationale des Artistes de Côte d'Ivoire.

## Biographie
La carrière footballistique de Gadji Celi débute en 1980 au Stella Club d'Adjamé, où il passe deux saisons avant de rejoindre l'ASEC Abidjan en 1983. En 1986, il tente une aventure en France en signant au FC Sète en deuxième division, où il reste trois saisons. Il revient ensuite à l'ASEC Abidjan en 1989.
Parallèlement à sa carrière en club, Gadji Celi s'illustre en sélection nationale de 1984  à 1992. En tant que capitaine, il mène les Éléphants à leur première victoire en coupe d'Afrique des Nations de football 1992, un moment gravé dans l'histoire du football ivoirien.
Passionné de musique dès son jeune âge, Gadji Celi commence à chanter en 1986 pour soutenir l'équipe nationale. Il compose et interprète plusieurs titres à l'occasion des Coupes d'Afrique des Nations : Allez les éléphants 1 Caire 86, Allez les éléphants 2 Maroc 88, Allez les éléphants 3 Alger 90 et Allez les éléphants 4 Sénégal 92. En 1989, il rend hommage à son club l'ASEC Mimosas avec la chanson Et Dieu créa l'ASEC.
Après avoir raccroché les crampons, Gadji Celi se consacre pleinement à la musique. Il sort de nombreux albums à succès, dont "Éléphant story" (1993), Affaires de femmes (1996), Femme de feu (2000), Accra 2008 (2008), Y a rien dans jalousie en duo avec Rocky Gold (2015) et Besoin d'amour en duo avec Nesly (2015). En 2016, il sort l'album Points Sensibles et le single Décalé Sérieux.
Engagé dans la défense des droits des artistes, Gadji Celi a été le président de l'Union nationale des artistes de Côte d'Ivoire (UNARTCI) et président du conseil d'administration du Bureau ivoirien du droit d'auteur (BURIDA) de 2009 à 2011,.
À l'occasion de la Coupe d'Afrique des nations de football  2023 en Côte d'Ivoire, Gadji Céli a été nommé ambassadeur de la Fédération ivoirienne de football (FIF) par son président, Yacine Idriss Diallo, le 14 août 2023.

## Carrière d'artiste

### Discographie
- 1986 : Allez les éléphants 1 Caire 86
- 1988 : Allez les éléphants 2 Maroc 88
- 1989 : ET DIEU créa l'ASEC
- 1990 : Allez les éléphants 3 Alger 90
- 1991 : Rassemblement MIMOS
- 1992 : Allez les éléphants 4 Sénégal 92
- 1993 : Éléphants story
- 1993 : Espoir KING SOLO
- 1996 : Affaires de femmes
- 2000 : Femme de feu
- 2003 : La paix, c'est ce qui est ça
- 2008 : Accra 2008
- 2015 : Y a rien dans jalousie (single de Rocky Gold), Besoin d'amour (avec Nesly)
- 2016 : Décalé Sérieux (single de Bebi Philip), Points Sensibles (album)

## Palmarès de footballeur
- Vainqueur de la Coupe d'Afrique des Nations en 1992